# ماتيو مونتكور
ماتيو مونتكور (بالفرنسية: Mathieu Montcourt)‏ مواليد 4 مارس 1985 في باريس - الوفاة 6 يوليو 2009 في بولون-بيانكور، كان لاعب كرة مضرب فرنسي بدأ مسيرته كمحترف سنة 2002 وكان يلعب باليد اليمنى، اعتزل اللعب في 2009. أعلى تصنيف له في الفردي كان المركز الـ 104 في سنة 2009. أعلى تصنيف له في الزوجي كان المركز الـ 314 في سنة 2007.

## روابط خارجية
- ماتيو مونتكور على موقع رابطة محترفي التنس (الإنجليزية)
- ماتيو مونتكور على موقع الاتحاد الدولي لكرة المضرب (الإنجليزية)
- ماتيو مونتكور على موقع خلاصة التنس.كوم (الإنجليزية)
- ماتيو مونتكور على موقع إي إس بي إن.كوم (الإنجليزية)